# 彼女の人生は間違いじゃない
『彼女の人生は間違いじゃない』（かのじょのじんせいはまちがいじゃない）は、廣木隆一による2015年の小説である。
廣木自身の監督により2017年に映画化された。

## あらすじ
東日本大震災後、恋人とうまく付き合えなくなったみゆき。仮設住宅で父と2人で暮らす彼女は、役所勤めのかたわら、東京でデリヘルを始める。フクシマの今を描く、映画監督廣木隆一の初小説。

## 書誌情報
- 単行本：2015年8月7日、河出書房新社、ISBN 978-4-30-902400-4
- 文庫本：2017年7月6日、河出文庫、ISBN 978-4-30-941544-4

## 映画
『彼女の人生は間違いじゃない』（かのじょのじんせいはまちがいじゃない）は、2017年の日本映画。廣木隆一が自らの処女小説を自身の監督により映画化した。脚本は加藤正人。主演は瀧内公美。R15+指定作品。

### あらすじ
仮設住宅で父と2人で暮らすみゆきは市役所に勤務しながら、週末は高速バスで渋谷に向かい、デリヘルのアルバイトをしている。父には東京の英会話教室に通っていると嘘をついている彼女は、月曜になるとまたいつもの市役所勤めの日常へと戻っていく。福島と渋谷、2つの都市を行き来する日々の繰り返しから何かを求め続けるみゆき、彼女を取り巻く未来の見えない日々を送る者たちが、もがきながらも光を探し続ける姿が描かれる。

### キャスト
- 金沢みゆき - 瀧内公美
- 金沢修 - 光石研
- 三浦秀明 - 高良健吾
- 新田勇人 - 柄本時生
- 山本健太 - 篠原篤
- 山崎沙緒里 - 蓮佛美沙子
  - 戸田昌宏、安藤玉恵、波岡一喜、麿赤児、小篠恵奈、毎熊克哉、趣里、ほか

### スタッフ
- 監督 - 廣木隆一
- 原作 - 廣木隆一『彼女の人生は間違いじゃない』 (河出書房新社)
- 脚本 - 加藤正人
- 主題歌 - meg「時の雨」(作詞：lili-an／作編曲：山崎泰之)
- 提供 - ギャンビット、ギャガ
- 配給 - ギャガ
- 製作プロダクション - ダブル・フィールド、アルチンボルド、ザフール
- 製作 - 「彼女の人生は間違いじゃない」製作委員会（ギャンビット、ギャガ）